# 群馬県第2区
群馬県第2区（ぐんまけんだい2く）は、日本の衆議院議員総選挙における選挙区。1994年（平成6年）の公職選挙法改正で設置。

## 区域

### 現在の区域
2022年（令和4年）公職選挙法改正以降の区域は以下のとおりである。高崎市以外の市域の分割が解消された。
- 桐生市
- 伊勢崎市
- みどり市
- 佐波郡[注 1]

### 2022年以前の区域
2013年（平成25年）公職選挙法改正から2022年の小選挙区改定までの区域は以下のとおりである。
- 桐生市（旧新里村・黒保根村域を除く平成の大合併以前の桐生市域）
- 伊勢崎市
- 太田市（旧藪塚本町域）
  - 藪塚町、山之神町、寄合町、大原町、六千石町、大久保町
- みどり市（旧笠懸町・大間々町域）
- 佐波郡

1994年（平成6年）公職選挙法改正から2013年の小選挙区改定までの区域は以下のとおりである。
- 桐生市
- 伊勢崎市
- 佐波郡
- 新田郡
  - 藪塚本町
  - 笠懸町
- 山田郡

## 歴史
本選挙区設置以来、自民党郵政族として鳴らしてきた笹川堯が当選を重ねてきたが、2009年の第45回衆議院議員総選挙で前回比例復活の民主党の石関貴史の前に敗れた。なお、この時笹川は自民党総務会長を務めており、彼の落選は現職党三役の落選という事も相俟って話題になった。
2012年の第46回衆議院議員総選挙では、笹川が引退し、自民党新人の井野俊郎と、民主党から日本維新の会に移った石関、そして前回比例単独出馬で当選した民主党の桑原功が立候補した。また、前回選挙で候補者を取り下げた共産党も今回から独自候補を擁立する方針に転換した。結果、井野が群馬2区を制し初当選。石関は日本維新の会に移ったことにより連合群馬などの民主党の支持組織から支援がないことや共産党の候補擁立、低投票率などが影響して前回から大幅に得票数を減らしたものの、日本維新の会の北関東比例単独2位だったため比例復活当選となった。
2014年の第47回衆議院議員総選挙では、自民井野、日本維新の会後継の維新の党から石関、共産党候補が出馬し、井野が2選（石関は前回より若干得票数を増やし比例復活）。
2017年の第48回衆議院議員総選挙では、自民党からは引き続き井野が出馬。前回維新の党から出馬した石関は、維新の党と民主党が合流して結成された民進党に参加した。その後、民進党から希望の党に移り衆院選に出馬した。日本共産党からは予備校講師の長谷田直之が小選挙区単独で出馬した。10月22日の投開票の結果、井野が前回より得票数を伸ばし3選。希望石関は前回より得票数を減らし惜敗率は54.41%に留まり比例復活も叶わず落選した。石関は希望の党への逆風から伸び悩んだ。
2021年の第49回衆議院議員総選挙では、自民党から引き続き井野が出馬。立憲民主党からは、前回衆院選に旧・立憲民主党から比例北関東ブロック単独で出馬して当選した堀越啓仁が出馬した。前回衆院選で落選した石関は今回は無所属での出馬となった。10月31日の投開票の結果、自民井野が小選挙区で当選し4選。立民堀越は惜敗率が56.67%に留まり比例復活も叶わず落選した。
2022年12月28日、改正公職選挙法が施行され、衆議院小選挙区の新たな区割りが適用された。桐生市とみどり市の群馬1区に含まれる地域（旧勢多郡の新里村域・黒保根村域・東村域）が1区から群馬2区に編入されたため、桐生市とみどり市の全域が2区の区域内となった。また、太田市の群馬2区に含まれる地域（旧新田郡の藪塚本町域）が2区から群馬3区に編入されたため、太田市全域が2区の区域から外れた。
2024年の第50回衆院選では井野が5選。石関は前回に引き続き無所属で出馬したが落選した。

## 小選挙区選出議員
| 選挙名                 | 年     | 当選者   | 党派       |
| ---------------------- | ------ | -------- | ---------- |
| 第41回衆議院議員総選挙 | 1996年 | 笹川堯   | 新進党     |
| 第42回衆議院議員総選挙 | 2000年 | 笹川堯   | 自由民主党 |
| 第43回衆議院議員総選挙 | 2003年 | 笹川堯   | 自由民主党 |
| 第44回衆議院議員総選挙 | 2005年 | 笹川堯   | 自由民主党 |
| 第45回衆議院議員総選挙 | 2009年 | 石関貴史 | 民主党     |
| 第46回衆議院議員総選挙 | 2012年 | 井野俊郎 | 自由民主党 |
| 第47回衆議院議員総選挙 | 2014年 | 井野俊郎 | 自由民主党 |
| 第48回衆議院議員総選挙 | 2017年 | 井野俊郎 | 自由民主党 |
| 第49回衆議院議員総選挙 | 2021年 | 井野俊郎 | 自由民主党 |
| 第50回衆議院議員総選挙 | 2024年 | 井野俊郎 | 自由民主党 |

## 選挙結果
時の内閣：第1次石破内閣 解散日：2024年10月9日 公示日：2024年10月15日
当日有権者数：32万5560人 最終投票率：47.19%（前回比：3.47%） （全国投票率：53.85%（2.08%））
| 当落 | 候補者名 | 年齢 | 所属党派   | 新旧 | 得票数   | 得票率 | 惜敗率 | 推薦・支持 | 重複 |
| ---- | -------- | ---- | ---------- | ---- | -------- | ------ | ------ | ---------- | ---- |
| 当   | 井野俊郎 | 44   | 自由民主党 | 前   | 78,416票 | 53.24% | ――     | 公明党推薦 | 〇   |
|      | 石関貴史 | 52   | 無所属     | 元   | 48,251票 | 32.76% | 61.53% |            | ×    |
|      | 高橋保   | 67   | 日本共産党 | 新   | 20,626票 | 14.00% | 26.30% |            |      |

時の内閣：第1次岸田内閣 解散日：2021年10月14日 公示日：2021年10月19日
当日有権者数：33万2971人 最終投票率：50.66%（前回比：1.53%） （全国投票率：55.93%（2.25%））
| 当落 | 候補者名 | 年齢 | 所属党派   | 新旧 | 得票数   | 得票率 | 惜敗率 | 推薦・支持               | 重複 |
| ---- | -------- | ---- | ---------- | ---- | -------- | ------ | ------ | ------------------------ | ---- |
| 当   | 井野俊郎 | 41   | 自由民主党 | 前   | 88,799票 | 54.03% | ――     | 公明党推薦               | 〇   |
|      | 堀越啓仁 | 41   | 立憲民主党 | 前   | 50,325票 | 30.62% | 56.67% | 社会民主党群馬県連合推薦 | 〇   |
|      | 石関貴史 | 49   | 無所属     | 元   | 25,216票 | 15.34% | 28.40% |                          | ×    |

- 堀越は第48回総選挙では比例北関東ブロック単独立候補で当選していた。

時の内閣：第3次安倍第3次改造内閣 解散日：2017年9月28日 公示日：2017年10月10日
当日有権者数：33万7060人 最終投票率：49.13%（前回比：0.32%） （全国投票率：53.68%（1.02%））
| 当落 | 候補者名   | 年齢 | 所属党派   | 新旧 | 得票数   | 得票率 | 惜敗率 | 推薦・支持 | 重複 |
| ---- | ---------- | ---- | ---------- | ---- | -------- | ------ | ------ | ---------- | ---- |
| 当   | 井野俊郎   | 37   | 自由民主党 | 前   | 89,219票 | 55.88% | ――     | 公明党     | ○    |
|      | 石関貴史   | 45   | 希望の党   | 前   | 48,545票 | 30.40% | 54.41% |            | ○    |
|      | 長谷田直之 | 61   | 日本共産党 | 新   | 21,908票 | 13.72% | 24.56% |            |      |

時の内閣：第2次安倍改造内閣 解散日：2014年11月21日 公示日：2014年12月2日
当日有権者数：33万850人 最終投票率：49.45%（前回比：5.74%） （全国投票率：52.66%（6.66%））
| 当落 | 候補者名 | 年齢 | 所属党派   | 新旧 | 得票数   | 得票率 | 惜敗率 | 推薦・支持 | 重複 |
| ---- | -------- | ---- | ---------- | ---- | -------- | ------ | ------ | ---------- | ---- |
| 当   | 井野俊郎 | 34   | 自由民主党 | 前   | 84,530票 | 53.62% | ――     | 公明党     | ○    |
| 比当 | 石関貴史 | 42   | 維新の党   | 前   | 53,038票 | 33.65% | 62.74% |            | ○    |
|      | 藤掛順恒 | 68   | 日本共産党 | 新   | 20,068票 | 12.73% | 23.74% |            |      |

時の内閣：野田第3次改造内閣 解散日：2012年11月16日 公示日：2012年12月4日
当日有権者数：33万1434人 最終投票率：55.29%（前回比：12.92%） （全国投票率：59.32%（9.96%））
| 当落 | 候補者名 | 年齢 | 所属党派     | 新旧 | 得票数   | 得票率 | 惜敗率 | 推薦・支持 | 重複 |
| ---- | -------- | ---- | ------------ | ---- | -------- | ------ | ------ | ---------- | ---- |
| 当   | 井野俊郎 | 32   | 自由民主党   | 新   | 87,309票 | 49.58% | ――     | 公明党     | ○    |
| 比当 | 石関貴史 | 40   | 日本維新の会 | 前   | 51,840票 | 29.44% | 59.38% | みんなの党 | ○    |
|      | 桑原功   | 67   | 民主党       | 前   | 19,583票 | 11.12% | 22.43% |            | ○    |
|      | 関口直久 | 62   | 日本共産党   | 新   | 17,366票 | 9.86%  | 19.89% |            |      |

時の内閣：麻生内閣 解散日：2009年7月21日 公示日：2009年8月18日
当日有権者数：33万1305人 最終投票率：68.21% （全国投票率：69.28%（1.77%））
| 当落 | 候補者名   | 年齢 | 所属党派   | 新旧 | 得票数    | 得票率 | 惜敗率 | 推薦・支持 | 重複 |
| ---- | ---------- | ---- | ---------- | ---- | --------- | ------ | ------ | ---------- | ---- |
| 当   | 石関貴史   | 37   | 民主党     | 前   | 114,622票 | 51.88% | ――     |            | ○    |
|      | 笹川堯     | 73   | 自由民主党 | 前   | 90,962票  | 41.17% | 79.36% |            |      |
|      | 矢島笑鯉子 | 33   | 無所属     | 新   | 12,885票  | 5.83%  | 11.24% |            | ×    |
|      | 蜂須豊     | 45   | 幸福実現党 | 新   | 2,487票   | 1.13%  | 2.17%  |            |      |

時の内閣：第2次小泉改造内閣 解散日：2005年8月8日 公示日：2005年8月30日 （全国投票率：67.51%（7.65%））
| 当落 | 候補者名 | 年齢 | 所属党派   | 新旧 | 得票数   | 得票率 | 惜敗率 | 推薦・支持 | 重複 |
| ---- | -------- | ---- | ---------- | ---- | -------- | ------ | ------ | ---------- | ---- |
| 当   | 笹川堯   | 69   | 自由民主党 | 前   | 99,919票 | 47.30% | ――     |            | ○    |
| 比当 | 石関貴史 | 33   | 民主党     | 新   | 98,497票 | 46.63% | 98.58% |            | ○    |
|      | 藤掛順恒 | 59   | 日本共産党 | 新   | 12,832票 | 6.07%  | 12.84% |            |      |

時の内閣：第1次小泉第2次改造内閣 解散日：2003年10月10日 公示日：2003年10月28日 （全国投票率：59.86%（2.63%））
| 当落 | 候補者名 | 年齢 | 所属党派   | 新旧 | 得票数   | 得票率 | 惜敗率 | 推薦・支持 | 重複 |
| ---- | -------- | ---- | ---------- | ---- | -------- | ------ | ------ | ---------- | ---- |
| 当   | 笹川堯   | 68   | 自由民主党 | 前   | 76,779票 | 43.38% | ――     |            | ○    |
|      | 石関圭   | 36   | 民主党     | 新   | 57,331票 | 32.39% | 74.67% |            | ○    |
|      | 森田修   | 54   | 無所属     | 新   | 32,037票 | 18.10% | 41.73% |            | ×    |
|      | 佐藤民雄 | 53   | 日本共産党 | 新   | 10,847票 | 6.13%  | 14.13% |            |      |

時の内閣：第1次森内閣 解散日：2000年6月2日 公示日：2000年6月13日 （全国投票率：62.49%（2.84%））
| 当落 | 候補者名 | 年齢 | 所属党派   | 新旧 | 得票数   | 得票率 | 惜敗率 | 推薦・支持 | 重複 |
| ---- | -------- | ---- | ---------- | ---- | -------- | ------ | ------ | ---------- | ---- |
| 当   | 笹川堯   | 64   | 自由民主党 | 前   | 76,743票 | 39.74% | ――     |            | ○    |
|      | 森田修   | 50   | 無所属     | 新   | 56,622票 | 29.32% | 73.78% |            | ×    |
|      | 石関圭   | 32   | 民主党     | 新   | 42,756票 | 22.14% | 55.71% |            | ○    |
|      | 小菅啓司 | 49   | 日本共産党 | 新   | 16,985票 | 8.80%  | 22.13% |            |      |

時の内閣：第1次橋本内閣 解散日：1996年9月27日 公示日：1996年10月8日 （全国投票率：59.65%（8.11%））
| 当落 | 候補者名 | 年齢 | 所属党派   | 新旧 | 得票数   | 得票率 | 惜敗率 | 推薦・支持 | 重複 |
| ---- | -------- | ---- | ---------- | ---- | -------- | ------ | ------ | ---------- | ---- |
| 当   | 笹川堯   | 61   | 新進党     | 前   | 81,026票 | 47.14% | ――     |            |      |
|      | 森田修   | 47   | 自由民主党 | 新   | 59,206票 | 34.44% | 73.07% |            | ○    |
|      | 小菅啓司 | 45   | 日本共産党 | 新   | 20,183票 | 11.74% | 24.91% |            |      |
|      | 最上進   | 55   | 自由連合   | 新   | 11,484票 | 6.68%  | 14.17% |            | ○    |